# ジュウニヒトエ
ジュウニヒトエ（十二単、学名：Ajuga nipponensis）は、シソ科キランソウ属の多年草。

## 特徴
茎は数本が束生し、花時に直立または斜上して、高さは10-25cmになり、全体に白い長毛が密生する。基部に2-3対の鱗片状の葉があり、茎の中部以上の2-4対の葉は大きくなり、さじ状から倒卵状長楕円形になり、長さ3-5cm、幅1.5-3cm、白色がかった緑色になる。葉の先は鈍頭から円頭、基部は次第に狭くなって翼のある長さ1.5-3cmの葉柄になり、縁にはまばらに粗い波状の鈍鋸歯がある。
花期は4-5月。花は淡紫白色の唇形で、茎の上部に5-10段になる長さ4-8cmの輪散花序になる花穂をつける。花は花軸のまわりに輪生し、萼は長い毛があり、5裂する。花冠は長さ約9mm、上唇は浅く2裂して小さく、下唇は大きく3裂して長さ5-6mmになり、中央の裂片は大型になる。雄蕊は4個あり、うち2個は花糸が長い。果実は4個の長さ1.5mmになる分果で、宿存性の萼に包まれる。

## 分布と生育環境
本州、四国に分布し、やや乾いた丘陵地のやや明るい林の中、林縁、草原に生育する。
中国大陸や台湾から報告されるものは本種ではなく、別種で、シンチクキランソウ Ajuga labordei Vaniot (1938)（中国名：紫背金盤）（シノニム、Ajuga nipponensis auct. non Makino）という。

## 名前の由来
和名ジュウニヒトエは、「十二単」の意で、花が重なって咲く様子を女官が着用する十二単に見立てたもの。古くからある名前で、1856年（安政3年）に出版された飯沼慾斎の『草木図説』前編20巻中第11巻の「ジウニヒトヘ」には、「形キランサウの花ノ如乄（して）.帽尤小ニ乄（して）頂ニ一缺アリテ殆ト十二裂ノ看アリ」とある。
種小名（種形容語）nipponensis は、「日本の」の意味で、牧野富太郎 (1909)による新種記載。

## 種の保全状況評価
国（環境省）によるレッドデータ、レッドリストの選定はない。
都道府県のレッドデータ、レッドリストの選定状況は次のとおり。

福島県-絶滅危惧IA類(CR)、栃木県-準絶滅危惧（Cランク）、千葉県-一般保護生物（D)、石川県-情報不足（DD）、福井県-県域絶滅危惧I類、愛知県-絶滅危惧Ⅱ類（VU）、滋賀県-絶滅危惧増大種、京都府-絶滅危惧種、大阪府-絶滅危惧Ⅱ類、和歌山県-絶滅危惧IB類（EN）、鳥取県-絶滅危惧Ⅱ類（VU）、山口県-絶滅危惧IB類（EN）、愛媛県-絶滅危惧Ⅱ類（VU）

## 下位分類
- シロバナジュウニヒトエ Ajuga nipponensis Makino f. nivea Hiyama (1953)[10] - 純白色の品種[11]
- ジュウニキランソウ Ajuga × mixta Makino (1909)[12] - キランソウとジュウニヒトエの交雑種、別名、キランジュウニヒトエ[12]

## ギャラリー

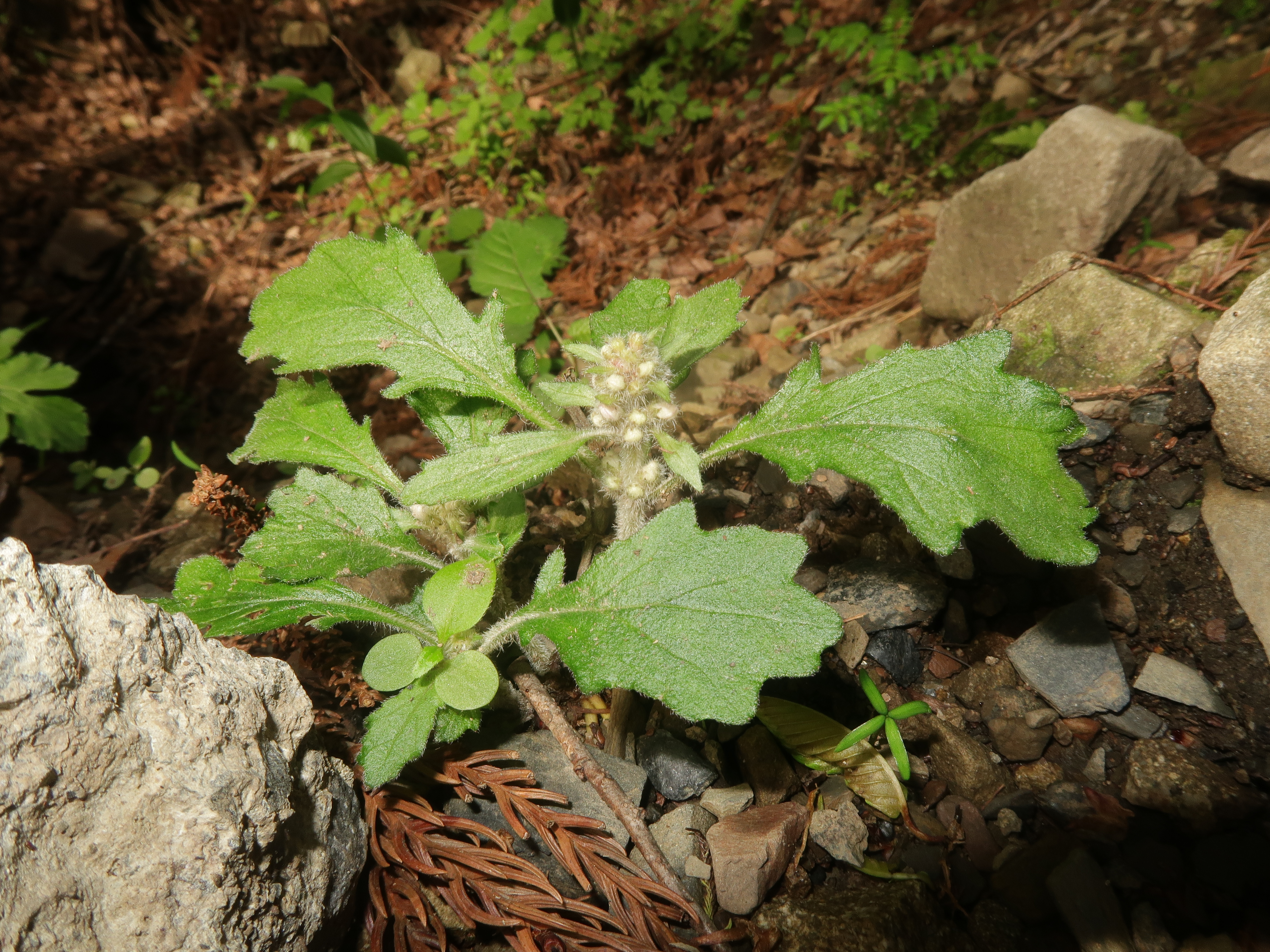
茎は3本が束生している。花茎が立つ前。
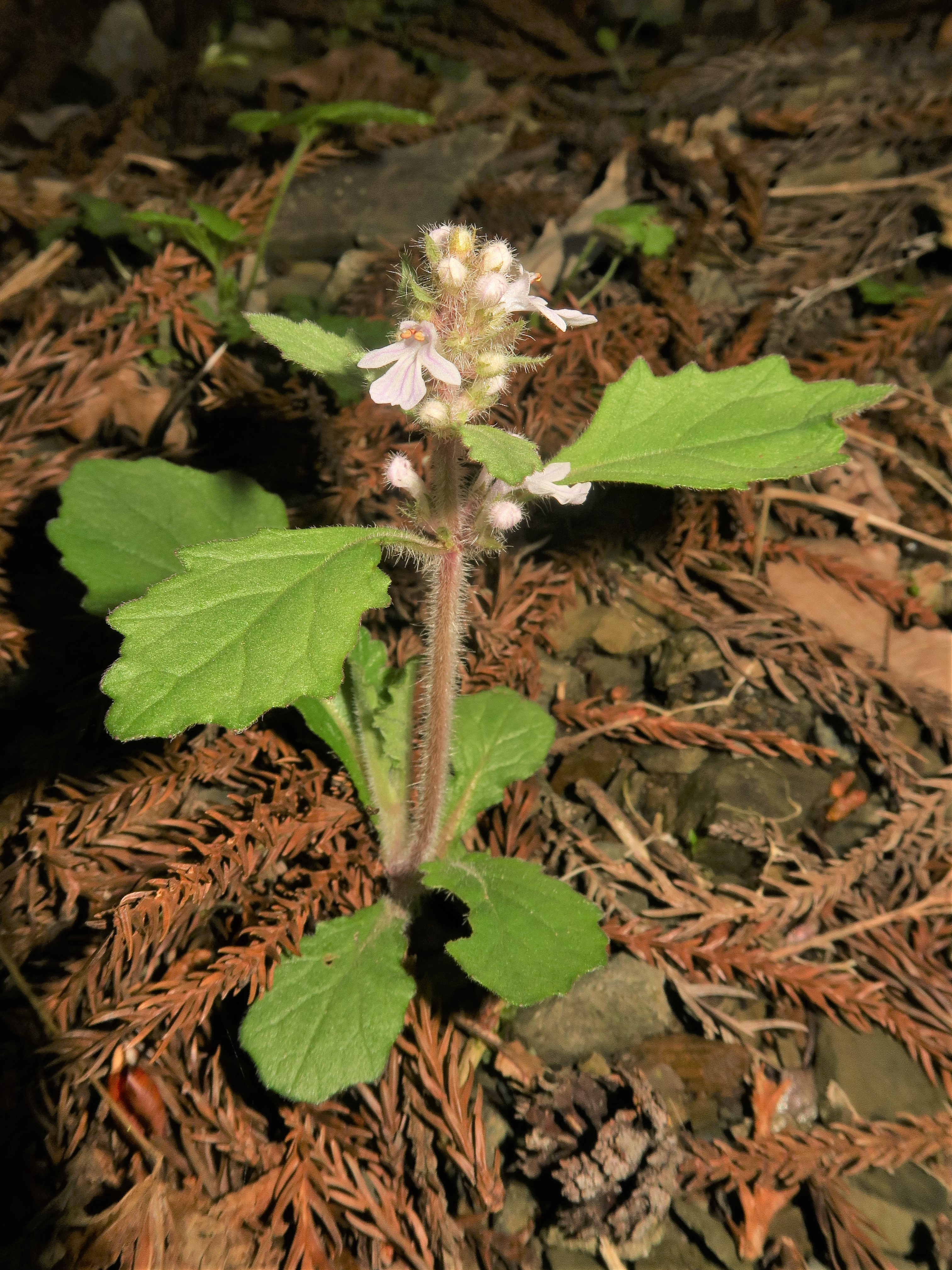
基部に2-3対の鱗片状の葉があり、茎の中部以上の2-4対の葉は大きくなる。
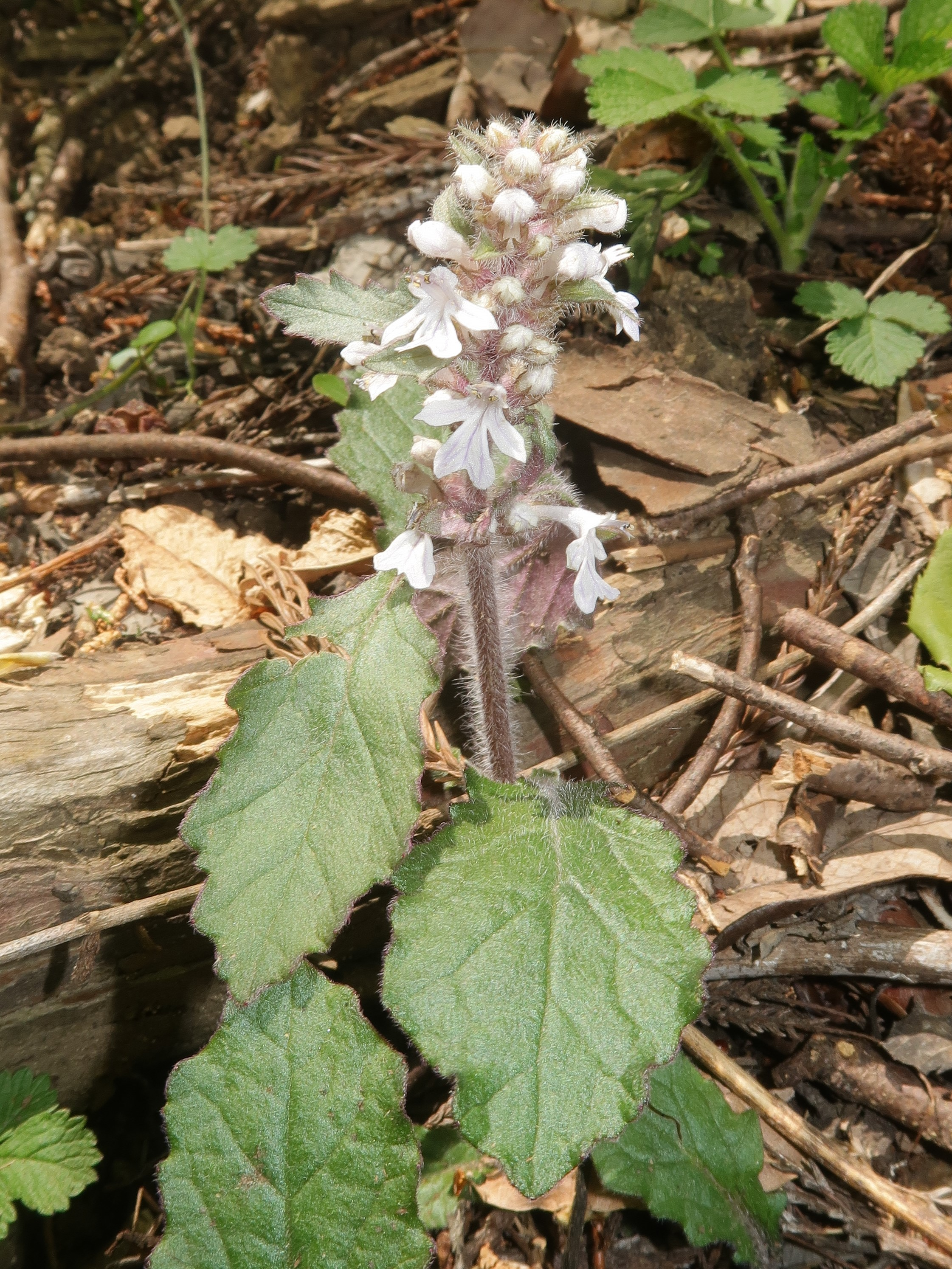
茎は花時に直立して、全体に白い長毛が密生する。
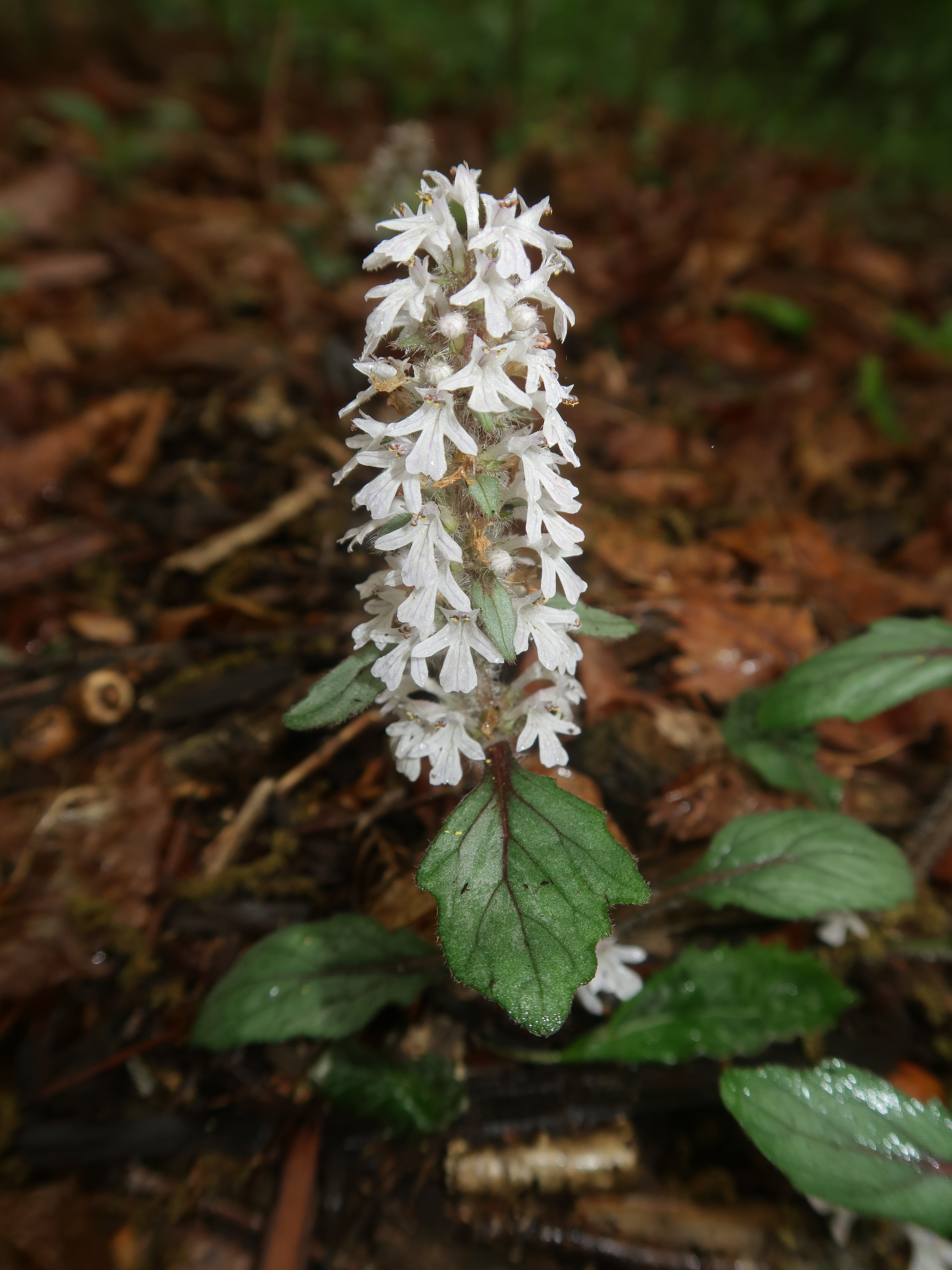
花は淡紫白色の唇形で、茎の上部に5-10段になる花穂をつける。